# Faraglione

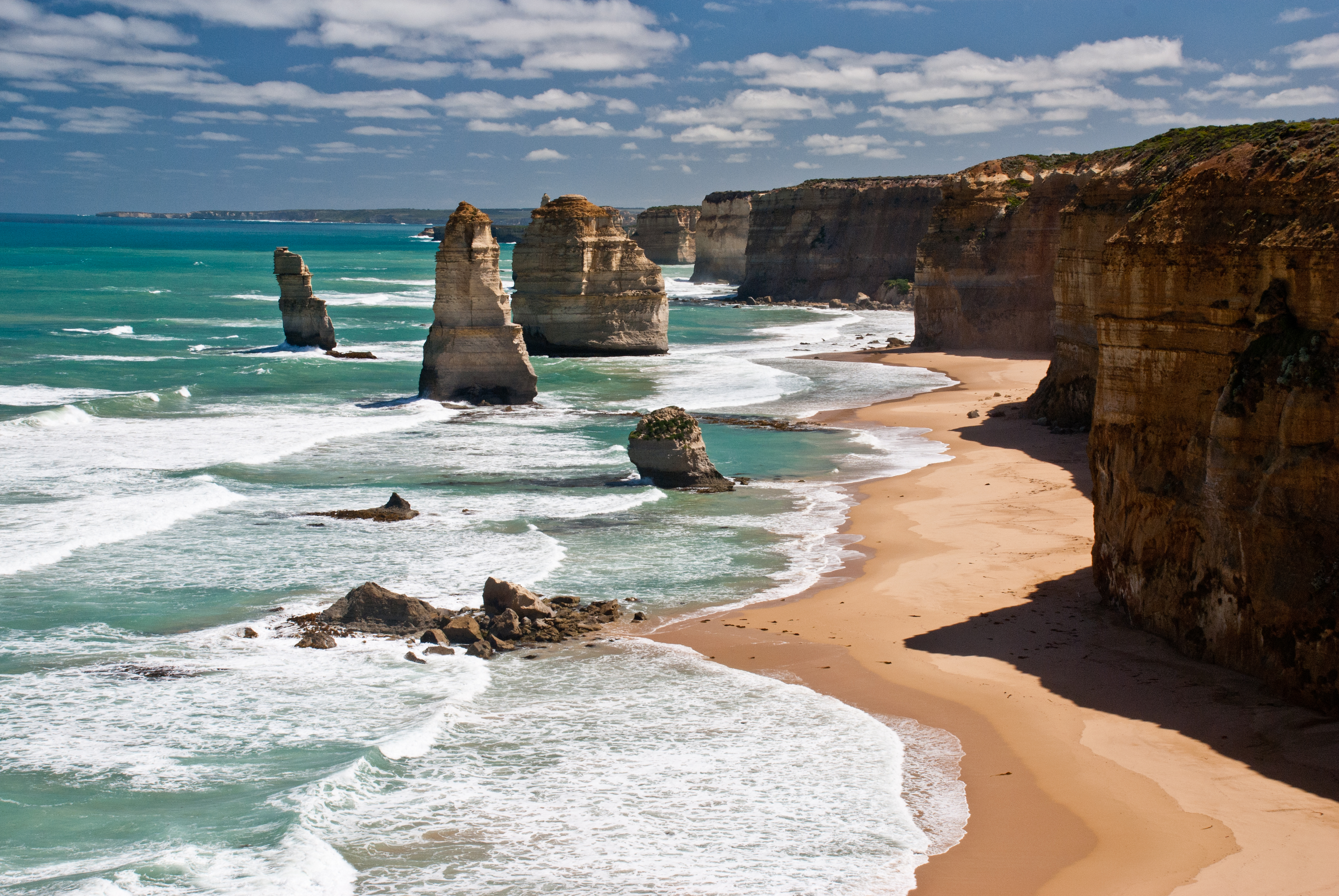
Dodici Apostoli, in Australia

I faraglioni di Scopello a Castellammare del Golfo

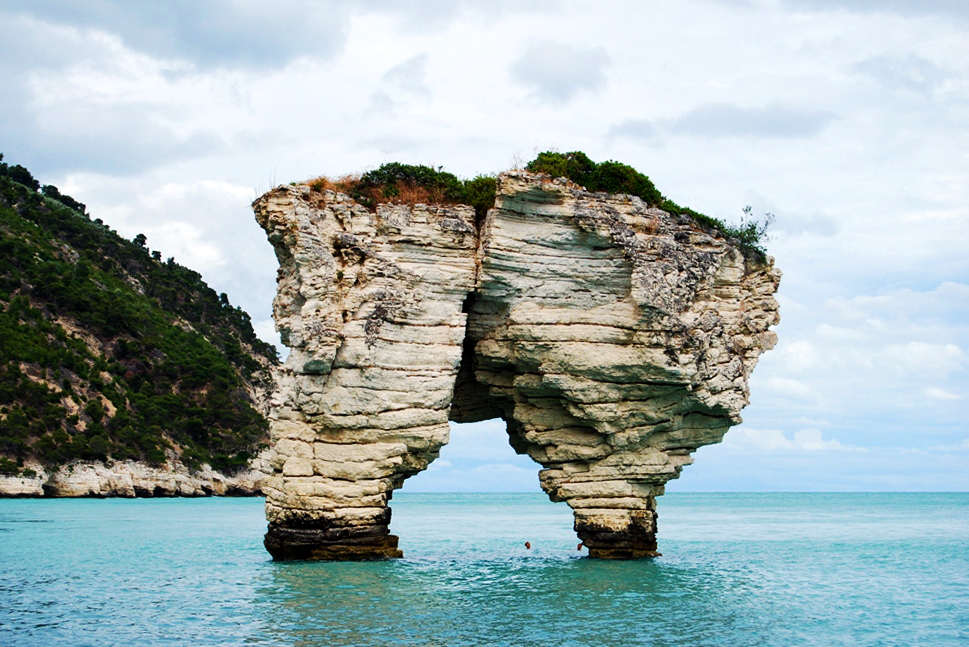
Faraglione di Baia dei Mergoli a Mattinata

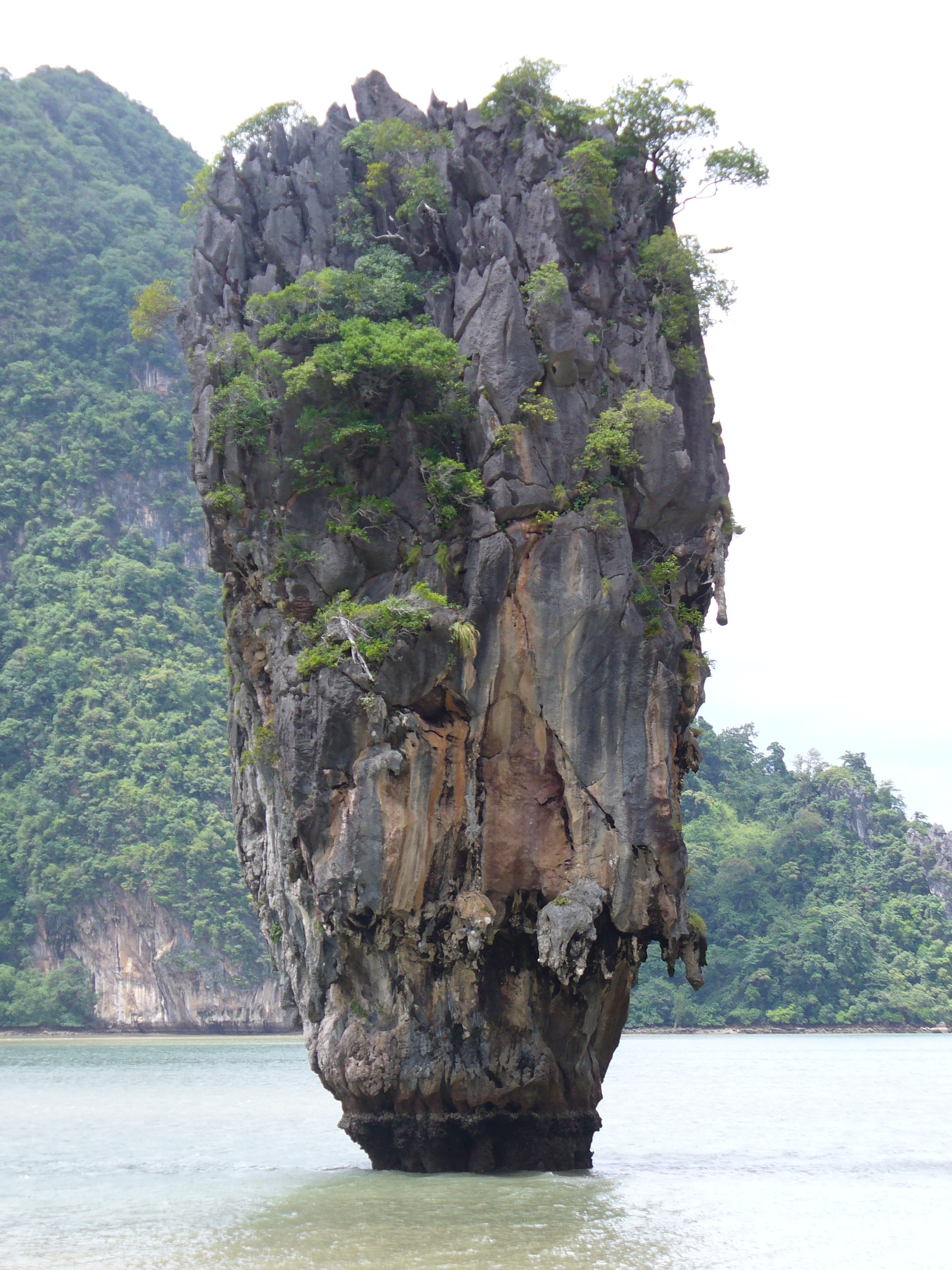
Ko Tapu, nella baia di Phang Nga, in Tailandia

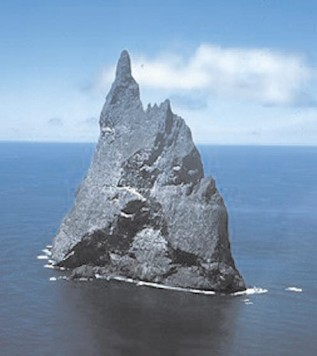
La Piramide di Ball, in Australia, è il faraglione più alto al mondo.

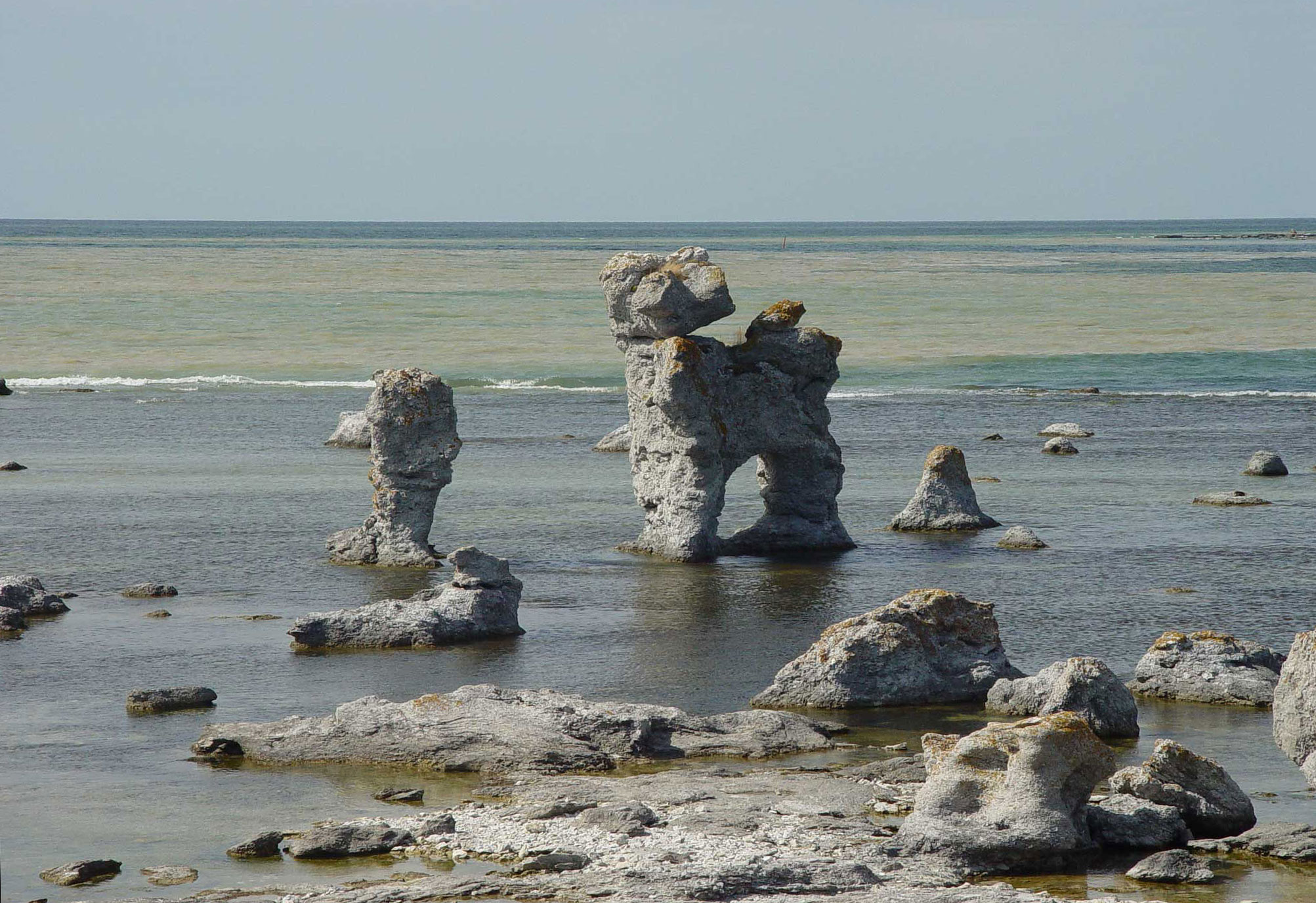
Gli scogli di Fårö, in Svezia

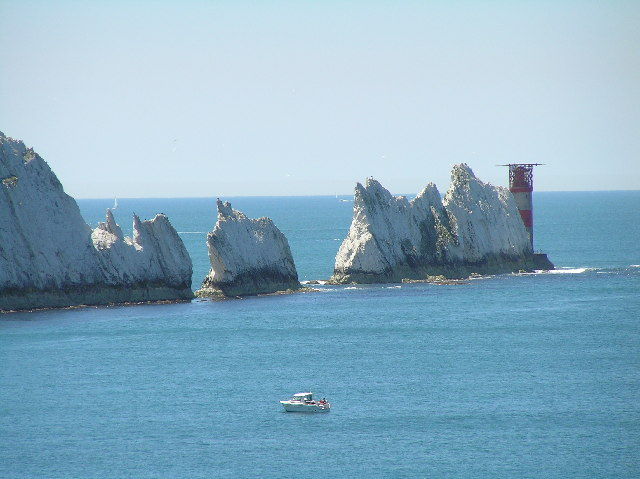
The Needles, Isola di Wight

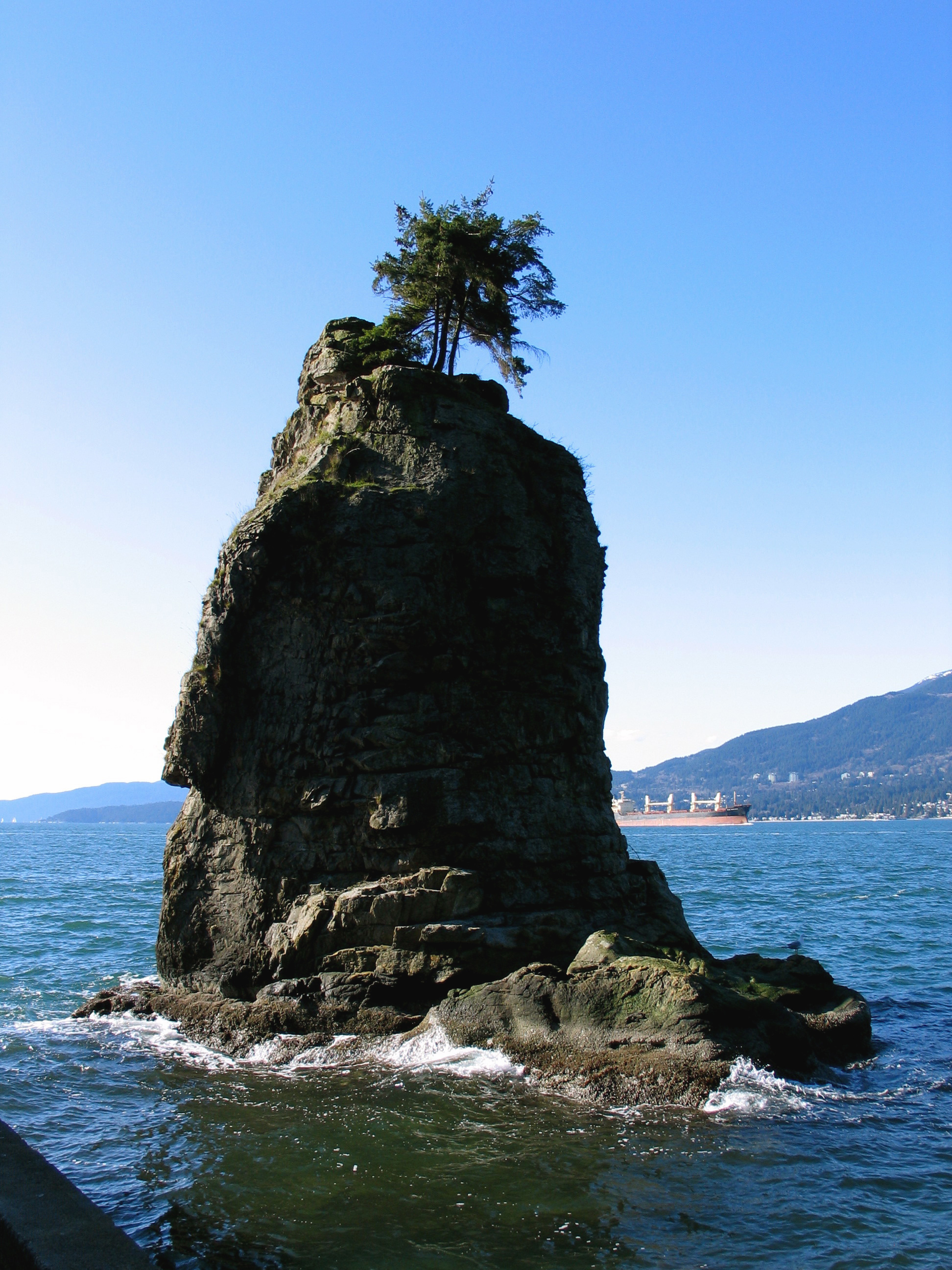
La Siwash Rock, in Canada

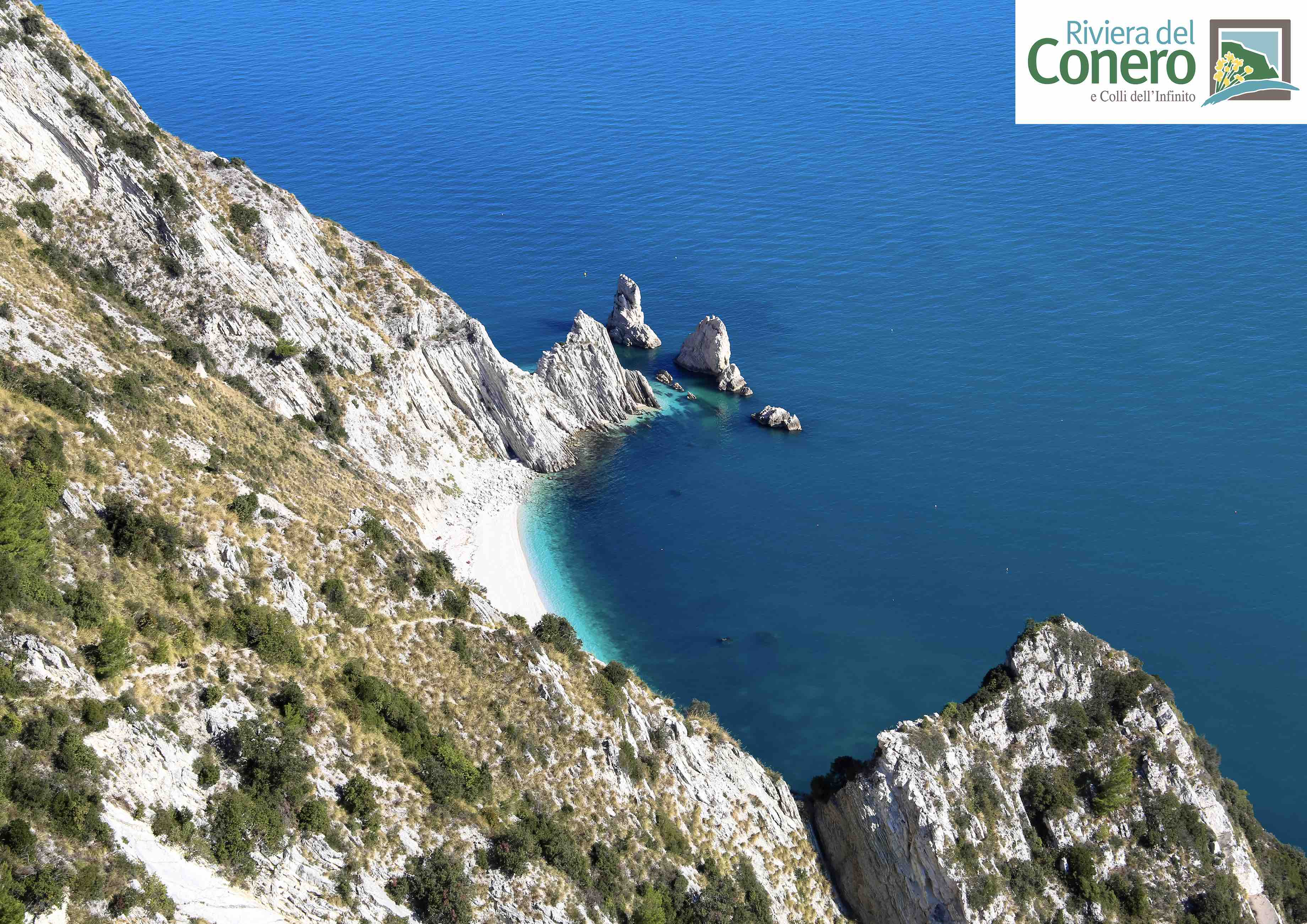
Le Due Sorelle, nel Parco del Conero

Un faraglione è uno scoglio roccioso a forma di picco che emerge dall'acqua del mare nei pressi della costa. Sono causati dall'azione erosiva del moto ondoso delle acque poco profonde. Tale attività, che prende il nome di abrasione marina, è largamente preparata e agevolata da diversi fenomeni che possono interessare le zone costiere, essi comprendono: l'alterazione chimica delle rocce a contatto con l'acqua salata, la disgregazione meccanica operata dagli agenti esogeni e l'azione degli organismi perforatori (quali, ad esempio, i molluschi litodomi).

## Descrizione
L'azione del moto ondoso è particolarmente efficace lungo le coste con acque poco profonde, laddove le onde di oscillazione per attrito col fondo si trasformano in onde di traslazione. Si originano così i frangenti, che sono in genere tre volte più alti dell'onda in mare aperto e possono arrivare, nei periodi di forte burrasca, fino ad altezza di una cinquantina di metri. Con il moto di trasporto delle masse d'acqua, essi demoliscono le rocce, non solo per l'enorme pressione (fino a 30.000 kg/cm³), ma anche con l'aiuto dei materiali che lanciano contro la costa, dando luogo ad incisioni, nicchie, caverne, arcate, guglie o scogli particolari come i faraglioni, le cui forme caratteristiche dipendono in larga misura dalla resistenza che le rocce possono opporre a questa opera distruttiva.
La notevole forza d'urto dei frangenti agisce con particolare forza sulle fessure, sui giunti di stratificazione, sui punti di debolezza delle rocce rappresentati da cambiamenti litologici, aprendo varchi e fratture che si allargano progressivamente: l'acqua, spinta violentemente in queste aperture, comprime le masse d'aria in esse contenute e ritirandosi determina la loro rapida espansione con forza addirittura esplosiva. Le rocce, subendo questa duplice azione di compressione e decompressione, vengono dapprima fratturate, quindi separate e strappate in blocchi e frammenti di tutte le dimensioni.

## I faraglioni nel mondo
Nel mar Mediterraneo sono noti diversi faraglioni, ma in tutto il mondo ne sono presenti, come ad esempio i Dodici apostoli, in Australia, divenuti una popolare attrazione turistica.
Sotto, alcuni esempio di faraglioni nel mondo:

### Asia
- Tri Brata e Skala Parus, Russia
- Ko Tapu, Baia di Phang Nga, Thailandia
- Faraglioni di Rouché (Beirut), Libano

### Australia
- Piramide di Ball, Isola di Lord Howe
- Nobby Islet, Isola dei Canguri, Australia Meridionale
- Dodici apostoli, Victoria

### Europa

#### Francia
- Étretat, Senna Marittima
- Les Jumeaux, Hendaye

#### Fær Øer
- Stakkurin, Tjørnuvík

#### Germania
- Lange Anna Isole Helgoland

#### Irlanda
- Breanan Mór, Doolin

#### Islanda
- Hvítserkur, Vatnsnes
- Reynisdrangar, Vík í Mýrdal

#### Italia
- Faraglioni di Scopello, Castellammare del Golfo, Sicilia
- Faraglioni di Capri, Capri, Campania
- Isole Ciclopi, Aci Trezza, Sicilia
- Scoglio di Rovigliano, Campania
- Pan di Zucchero, Masua, Sardegna
- Baia dei Mergoli, Puglia
- Le Due Sorelle, Puglia
- Le Due Sorelle, Marche
- Pizzomunno, Puglia

- Faraglioni di Linosa, Sicilia
- Faraglioni di Sant'Andrea, Puglia
- Faraglioni di Lipari, Sicilia
- Faraglioni di Ciriga, Sicilia
- isola del Giglio, Toscana
- Scoglio dell'Ulivo, Palmi, Calabria

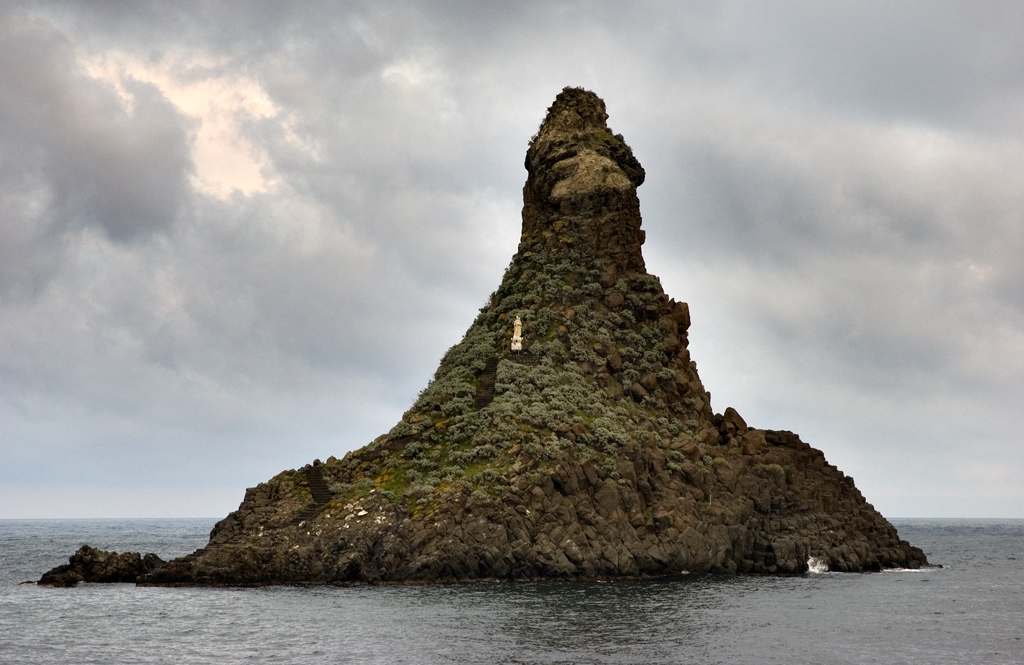
Faraglione grande, Aci Trezza

- Scoglio della Regina, Acquappesa, Calabria
- I Due Fratelli, Vietri sul mare, Campania

#### Spagna
- Dedo de Dios, Isole Canarie

#### Regno Unito
- Old Man of Hoy, Hoy (Isole Orcadi), Scozia
- Old Man of Stoer, Scozia
- Old Harry Rocks, Dorset, Inghilterra
- The Needles, Isola di Wight, Inghilterra
- Am Buachaille, Sutherland, Scozia
- Rockall, Oceano Atlantico

#### Svezia
- Fårö

### America del nord

#### Canada
- Siwash Rock, Vancouver, Columbia Britannica
- Hopewell Rocks, baia di Fundy